# Calpionellidae
Famille
Les Calpionellidae sont une famille fossile de Ciliés de la classe des Oligotrichea et de l’ordre des Oligotrichida.

## Étymologie
Le nom de la famille vient du genre type Calpionella, dérivé du grec ancien καλπιον / kalpion, « petit vase », en référence à la forme de cet organisme fossile, le suffixe latin -ella, petit, renforçant l'idée de la petitesse.

## Distribution
Cette famille est uniquement composée d'espèces fossiles.

## Liste des genres
Selon GBIF (27 septembre 2022) :
- † Amphorellina Colom, 1948
- † Baranella Nagy, 1989
- † Borzaites Grün & Blau, 2001
- †Calpionella Lorenz, 1902 - genre type
- † Calpionellites Colom, 1948
- † Calpionelloides Colom, 1984
- † Calpionellopsella Trejo, 1975
- † Calpionellopsites Nagy, 1986
- † Coxliellina Colom, 1948
- † Crassicalpionella Nagy, 1989
- † Crassicollaria Remane, 1962
- † Endothicollaria Zhang, Zhou & Willems, 1994
- † Lorenziella Knauer & Nagy, 1964
- † Lorenziellites Nagy, 1986
- † Lorenziellopsis Nagy, 1989
- † Praecalpionellites Pop, 1986
- † Praecalpionellopsis Borza, 1971
- † Remaniella Catalano, 1965
- † Rhabdonelloides Colom, 1939
- † Salpingellina Colom, 1948
- † Semichitinoidella Nowak, 1978
- † Sopianella Nagy, 1989
- † Stenosemellopsis Colom, 1948
- † Sturiella Borza, 1981
- † Tintinnoidella Elicki, 1994
- † Tintinnopsella Colom, 1948

## Systématique
Le nom valide de ce taxon est Calpionellidae Bonet (d), 1956.